# IMC그룹
IMC그룹(IMC International Metalworking Companies B.V., IMC Group)은 이스라엘에 본사를 두고 있는 세계 2대 금속 재벌 기업으로, 14개의 주력사와 160여 개의 계열사를 소유하고 있는 금속 절삭가공 업체이다. 2006년, 워런 버핏 버크셔 해서웨이 회장은 IMC의 지분 80%를 인수한데 이어, 2013년 5월, 잔여 지분 20%를 추가 인수하면서 단독 오너가 되었다. 이로써 한국에 본사를 두고 있는 대구텍 역시 버크셔 해서웨이의 완전 자회사가 되었다.

## 소개
IMC그룹의 모체인 이스카는 1952년, 창업주 스테프 베르트하이메르의 집 주방에서 시작되어, 꾸준한 발전을 거쳐 전 세계로 진출한 금속 재벌이 되었다. 이스라엘 갈릴리 지역의 테펜 공업 지대에 본사를 두고 있다. 현재 베르트하이메르 일가는 포브스 선정 이스라엘 최대의 재벌가이다.

## 그룹사
- CTMS
- Ingersoll
- ISCAR
- IT.TE.DI
- MasteRound
- Métaldur
- Microtools
- Outiltec
- TaeguTec
- Tungaloy
- Unitac Inc.
- UOP S.p.A.
- Wertec
- ZTL

## 같이 보기
- 버크셔 해서웨이
- 워런 버핏
- 대구텍

## 참조
1. ↑  IMC그룹, 대구텍에 1000억원 생산설비 투자[깨진 링크(과거 내용 찾기)]《데일리안》2009.03.06
2. ↑  워런 버핏 "대구텍, 100% 내 회사" 보관됨 2014-12-06 - 웨이백 머신《매일신문》
3. ↑  “Iscar Overview”. 2009년 9월 19일에 원본 문서에서 보존된 문서. 2009년 10월 26일에 확인함.